# Tabardilla de Magazos
Tabardilla de Magazos es el nombre de una variedad cultivar de manzano (Malus domestica). Esta manzana es originaria de Galicia, está cultivada en la colección de árboles frutales y banco de germoplasma de Mabegondo con el Nº 361; ejemplares procedentes de esquejes localizados en Santa María de Magazos, parroquia del municipio de Vivero (Lugo).

## Sinónimos
- "Manzana Tabardilla de Magazos",[4][5]
- "Maceira Tabardilla de Magazos".

## Características
El manzano de la variedad 'Tabardilla de Magazos' tiene un vigor medio. Tamaño grande y porte erguido.
Época de inicio de brotación a partir del 30 de abril y de floración a partir del 10 de mayo.
Las hojas tienen una longitud del limbo de tamaño medio, con la máxima anchura del limbo es ancha. Longitud de las estípulas es corta y la máxima anchura de las estípulas estrecha. Denticulación del borde del limbo es serrado, con la forma del ápice del limbo acuminado y la forma de la base del limbo es cordiforme. Con subestípulas ausentes.
Sus flores tienen una longitud de los pétalos media, con una anchura de los pétalos media, disposición de los pétalos en contacto entre sí, con una longitud del pedúnculo larga.
La variedad de manzana 'Tabardilla de Magazos' tiene un fruto de tamaño medio, de forma plana, de color bicolor, con chapa a rayas, e intensidad media. Epidermis de textura suave, sin pruina en su superficie y con presencia de cera nula. Sensibilidad al "russeting" (pardeamiento áspero superficial que presentan algunas variedades) muy poco sensible. Con lenticelas de tamaño mediano.
Los sépalos están dispuestos de forma erectos, y superpuestos en su base; su fosa calicina es profunda y de una anchura media. Pedúnculo de grosor medio y de longitud medio, siendo la cavidad peduncular de una profundidad media y de anchura ancha. Con pulpa de color crema-amarilla, cuya firmeza es intermedia y su textura es intermedia; su jugosidad es jugosa, con sabor de acidez media, y aromática.
Época de maduración y recolección a partir del 22 de octubre. 'Tabardilla de Magazos' es una manzana que su destino es la conservación de esta variedad en el banco de germoplasma de Mabegondo como reserva genética.

## Susceptibilidades
- Oidio: ataque medio
- Moteado: no presenta
- Raíces aéreas: no presenta
- Momificado: no presenta
- Pulgón lanígero: no presenta
- Pulgón verde: ataque débil
- Araña roja: no presenta
- Chancro del manzano: no presenta.[3]